# كارلوس باربيرو
كارلوس باربيرو (بالإسبانية: Carlos Barbero)‏ هو دراج إسباني، ولد في 29 أبريل 1991 في برغش في إسبانيا.

## سباقات أو مراحل فاز بها
| التاريخ        | السباق                                                  | المركز                                          |
| -------------- | ------------------------------------------------------- | ----------------------------------------------- |
| 14 أبريل 2013  | فولتا كاستيلا ليون 2013                                 | الثالث في تصنيف النقاط، الخامس في التصنيف العام |
| 30 مارس 2014   | فولتا الينتيخو 2014                                     | الفائز في التصنيف العام                         |
| 18 مايو 2014   | فولتا كاستيلا ليون 2014                                 | العاشر في تصنيف الجبال                          |
| 31 يوليو 2014  | سيركويتو دي جيتكسو 2014                                 | الفائز في التصنيف العام                         |
| 12 أبريل 2015  | كلاسيكا بريمافيرا 2015                                  | الثالث في التصنيف العام                         |
| 03 مايو 2015   | طواف تركيا 2015                                         | الخامس في تصنيف النقاط                          |
| 28 يونيو 2015  | Spanish National Cycling Road Championship 2015         | الثاني في التصنيف العام                         |
| 31 يوليو 2015  | سيركويتو دي جيتكسو 2015                                 |                                                 |
| 03 أبريل 2016  | فولتا لاريوخا 2016                                      |                                                 |
| 10 أبريل 2016  | كلاسيكا بريمافيرا 2016                                  | السادس في التصنيف العام                         |
| 25 يونيو 2016  | سباق الطريق للرجال في بطولة إسبانيا لسباق الدراجات 2016 | السابع في التصنيف العام                         |
| 26 فبراير 2017 | فولتا الينتيخو 2017                                     | الفائز في التصنيف العام                         |
| 31 يوليو 2017  | سيركويتو دي جيتكسو 2017                                 | الفائز في التصنيف العام                         |
| 22 أبريل 2018  | فولتا كاستيلا ليون 2018                                 | الأول في تصنيف النقاط، الثاني في التصنيف العام  |
| 06 مايو 2018   | طواف كوميونيداد مدريد 2018                              | الأول في تصنيف النقاط                           |

## وصلات خارجية
- كارلوس باربيرو على موقع الاتحاد الدولي للدراجات (الإنجليزية)
- كارلوس باربيرو على موقع أرشيف الدراجات (الإنجليزية)
- كارلوس باربيرو على موقع إحصائيات الدراجات الإحترافية (الإنجليزية)
- كارلوس باربيرو على موقع نسبة الدراجات (الإنجليزية)
- كارلوس باربيرو على موقع CycleBase (الإنجليزية)